# Wat Dhammapateep
Wat Dhammapateep is een Belgische boeddhistische tempel in Thaise theravadatraditie te Mechelen in de Belgische provincie Antwerpen. Abt is Khruvinaithorn Somsak Subhalert.

## Historiek
De tempel werd opgericht in 2005. In de tuin van het gebouw bevindt zich een zwart-groene granieten Boeddha van 12,5 ton en drie meter hoogte. Het is daarmee het grootste stenen Boeddhabeeld van Europa. Het grootste Boeddhabeeld in Europa bevindt zich evenwel te Hannover.
In augustus 2014 werd er het grootste boeddhistische congres ooit in België gehouden.
In 2015 werd een nieuw domein aangekocht te Muizen; de tempel werd vooralsnog niet verhuisd naar deze locatie.
In 2017 werd het nieuwe domein in gebruik genomen, als de nieuwe tempel.
Op 28 mei 2018 werd het grote Boeddhabeeld verhuisd van Walem naar Muizen.

## Trivia
In 2007 werd abt Subhalert Sakkamedhi opgepakt door de Mechelse politie en opgesloten in een asielzoekerscentrum omdat zijn visum enkele dagen verlopen was.